# NGC 1550
NGC 1550 (ook wel NGC 1551) is een elliptisch sterrenstelsel in het sterrenbeeld Stier. Het hemelobject werd op 8 oktober 1785 ontdekt door de Duits-Britse astronoom William Herschel.

## Synoniemen
- NGC 1551
- PGC 14880
- UGC 3012
- MCG 0-11-55
- ZWG 393.1